# Grand Prix of The Americas

Streckengrafik des Circuit of The Americas

Der Grand Prix of the Americas (teilweise auch Großer Preis von Texas) für Motorräder ist ein Motorrad-Rennen, das seit 2013 ausgetragen wird und zur Motorrad-Weltmeisterschaft zählt.
Der Grand Prix fand am 21. April 2013 auf dem Circuit of The Americas nahe Austin in Texas erstmals statt. Das Rennen ist neben dem US-Grand-Prix und dem Großen Preis von Indianapolis das dritte auf US-amerikanischem Boden ausgetragene Motorrad-WM-Rennen.

## Statistik
| Auflage | Jahr | Strecke | Klasse                                | Sieger                                | Zweiter                               | Dritter                               | Pole-Position                         | Schn. Rennrunde                       |
| ------- | ---- | ------- | ------------------------------------- | ------------------------------------- | ------------------------------------- | ------------------------------------- | ------------------------------------- | ------------------------------------- |
| 1       | 2013 | Austin  | Moto3                                 | Álex Rins (KTM)                       | Maverick Viñales (KTM)                | Luis Salom (KTM)                      | Álex Rins (KTM)                       | Luis Salom (KTM)                      |
| 1       | 2013 | Austin  | Moto2                                 | Nicolás Terol (Suter)                 | Esteve Rabat (Kalex)                  | Mika Kallio (Kalex)                   | Scott Redding (Kalex)                 | Nicolás Terol (Suter)                 |
| 1       | 2013 | Austin  | MotoGP                                | Marc Márquez (Honda)                  | Dani Pedrosa (Honda)                  | Jorge Lorenzo (Yamaha)                | Marc Márquez (Honda)                  | Marc Márquez (Honda)                  |
|         |      |         |                                       |                                       |                                       |                                       |                                       |                                       |
| 2       | 2014 | Austin  | Moto3                                 | Jack Miller (KTM)                     | Romano Fenati (KTM)                   | Efrén Vázquez (Honda)                 | Jack Miller (KTM)                     | Álex Márquez (Honda)                  |
| 2       | 2014 | Austin  | Moto2                                 | Maverick Viñales (Kalex)              | Esteve Rabat (Kalex)                  | Dominique Aegerter (Suter)            | Esteve Rabat (Kalex)                  | Maverick Viñales (Kalex)              |
| 2       | 2014 | Austin  | MotoGP                                | Marc Márquez (Honda)                  | Dani Pedrosa (Honda)                  | Andrea Dovizioso (Ducati)             | Marc Márquez (Honda)                  | Marc Márquez (Honda)                  |
|         |      |         |                                       |                                       |                                       |                                       |                                       |                                       |
| 3       | 2015 | Austin  | Moto3                                 | Danny Kent (Honda)                    | Fabio Quartararo (Honda)              | Efrén Vázquez (Honda)                 | Danny Kent (Honda)                    | Miguel Oliveira (KTM)                 |
| 3       | 2015 | Austin  | Moto2                                 | Sam Lowes (Speed Up)                  | Johann Zarco (Kalex)                  | Álex Rins (Kalex)                     | Xavier Siméon (Kalex)                 | Sam Lowes (Speed Up)                  |
| 3       | 2015 | Austin  | MotoGP                                | Marc Márquez (Honda)                  | Andrea Dovizioso (Ducati)             | Valentino Rossi (Yamaha)              | Marc Márquez (Honda)                  | Andrea Iannone (Ducati)               |
|         |      |         |                                       |                                       |                                       |                                       |                                       |                                       |
| 4       | 2016 | Austin  | Moto3                                 | Romano Fenati (KTM)                   | Jorge Navarro (Honda)                 | Brad Binder (KTM)                     | Philipp Öttl (KTM)                    | Romano Fenati (KTM)                   |
| 4       | 2016 | Austin  | Moto2                                 | Álex Rins (Kalex)                     | Sam Lowes (Kalex)                     | Johann Zarco (Kalex)                  | Álex Rins (Kalex)                     | Sam Lowes (Kalex)                     |
| 4       | 2016 | Austin  | MotoGP                                | Marc Márquez (Honda)                  | Jorge Lorenzo (Yamaha)                | Andrea Iannone (Ducati)               | Marc Márquez (Honda)                  | Marc Márquez (Honda)                  |
|         |      |         |                                       |                                       |                                       |                                       |                                       |                                       |
| 5       | 2017 | Austin  | Moto3                                 | Romano Fenati (Honda)                 | Jorge Martín (Honda)                  | Fabio Di Giannantonio (Honda)         | Arón Canet (Honda)                    | Arón Canet (Honda)                    |
| 5       | 2017 | Austin  | Moto2                                 | Franco Morbidelli (Kalex)             | Thomas Lüthi (Kalex)                  | Takaaki Nakagami (Kalex)              | Franco Morbidelli (Kalex)             | Franco Morbidelli (Kalex)             |
| 5       | 2017 | Austin  | MotoGP                                | Marc Márquez (Honda)                  | Valentino Rossi (Yamaha)              | Dani Pedrosa (Honda)                  | Marc Márquez (Honda)                  | Marc Márquez (Honda)                  |
|         |      |         |                                       |                                       |                                       |                                       |                                       |                                       |
| 6       | 2018 | Austin  | Moto3                                 | Jorge Martín (Honda)                  | Enea Bastianini (Honda)               | Marco Bezzecchi (KTM)                 | Jorge Martín (Honda)                  | Enea Bastianini (Honda)               |
| 6       | 2018 | Austin  | Moto2                                 | Francesco Bagnaia (Kalex)             | Álex Márquez (Kalex)                  | Miguel Oliveira (KTM)                 | Álex Márquez (Kalex)                  | Francesco Bagnaia (Kalex)             |
| 6       | 2018 | Austin  | MotoGP                                | Marc Márquez (Honda)                  | Maverick Viñales (Yamaha)             | Andrea Iannone (Suzuki)               | Marc Márquez (Honda)                  | Marc Márquez (Honda)                  |
|         |      |         |                                       |                                       |                                       |                                       |                                       |                                       |
| 7       | 2019 | Austin  | Moto3                                 | Arón Canet (KTM)                      | Jaume Masiá (KTM)                     | Andrea Migno (KTM)                    | Niccolò Antonelli (Honda)             | Alonso López (Honda)                  |
| 7       | 2019 | Austin  | Moto2                                 | Thomas Lüthi (Kalex)                  | Marcel Schrötter (Kalex)              | Jorge Navarro (Speed Up)              | Marcel Schrötter (Kalex)              | Thomas Lüthi (Kalex)                  |
| 7       | 2019 | Austin  | MotoGP                                | Álex Rins (Suzuki)                    | Valentino Rossi (Yamaha)              | Jack Miller (Ducati)                  | Marc Márquez (Honda)                  | Marc Márquez (Honda)                  |
|         |      |         |                                       |                                       |                                       |                                       |                                       |                                       |
| –       | 2020 | Austin  | Abgesagt wegen der COVID-19-Pandemie. | Abgesagt wegen der COVID-19-Pandemie. | Abgesagt wegen der COVID-19-Pandemie. | Abgesagt wegen der COVID-19-Pandemie. | Abgesagt wegen der COVID-19-Pandemie. | Abgesagt wegen der COVID-19-Pandemie. |
|         |      |         |                                       |                                       |                                       |                                       |                                       |                                       |
| 8       | 2021 | Austin  | Moto3                                 | Izan Guevara (GasGas)                 | Dennis Foggia (Honda)                 | John McPhee (Honda)                   | Jaume Masiá (KTM)                     | Tatsuki Suzuki (Honda)                |
| 8       | 2021 | Austin  | Moto2                                 | Raúl Fernández (Kalex)                | Fabio Di Giannantonio (Kalex)         | Marco Bezzecchi (Kalex)               | Raúl Fernández (Kalex)                | Raúl Fernández (Kalex)                |
| 8       | 2021 | Austin  | MotoGP                                | Marc Márquez (Honda)                  | Fabio Quartararo (Yamaha)             | Francesco Bagnaia (Ducati)            | Francesco Bagnaia (Ducati)            | Marc Márquez (Honda)                  |
|         |      |         |                                       |                                       |                                       |                                       |                                       |                                       |
| 9       | 2022 | Austin  | Moto3                                 | Jaume Masiá (KTM)                     | Dennis Foggia (Honda)                 | Andrea Migno (Honda)                  | Andrea Migno (Honda)                  | Jaume Masiá (KTM)                     |
| 9       | 2022 | Austin  | Moto2                                 | Tony Arbolino (Kalex)                 | Ai Ogura (Kalex)                      | Jake Dixon (Kalex)                    | Cameron Beaubier (Kalex)              | Arón Canet (Kalex)                    |
| 9       | 2022 | Austin  | MotoGP                                | Enea Bastianini (Ducati)              | Álex Rins (Suzuki)                    | Jack Miller (Ducati)                  | Jorge Martín (Ducati)                 | Enea Bastianini (Ducati)              |
|         |      |         |                                       |                                       |                                       |                                       |                                       |                                       |
| 10      | 2023 | Austin  | Moto3                                 | Iván Ortolá (KTM)                     | Jaume Masiá (Honda)                   | Xavier Artigas (CFMoto)               | Jaume Masiá (Honda)                   | Iván Ortolá (KTM)                     |
| 10      | 2023 | Austin  | Moto2                                 | Pedro Acosta (Kalex)                  | Tony Arbolino (Kalex)                 | Bo Bendsneyder (Kalex)                | Celestino Vietti (Kalex)              | Jeremy Alcoba (Kalex)                 |
| 10      | 2023 | Austin  | MotoGP                                | Álex Rins (Honda)                     | Luca Marini (Ducati)                  | Fabio Quartararo (Yamaha)             | Francesco Bagnaia (Ducati)            | Álex Rins (Honda)                     |
|         |      |         |                                       |                                       |                                       |                                       |                                       |                                       |
| 11      | 2024 | Austin  | Moto3                                 | David Alonso (CFMoto)                 | Daniel Holgado (GasGas)               | Ángel Piqueras (Honda)                | David Alonso (CFMoto)                 | Daniel Holgado (GasGas)               |
| 11      | 2024 | Austin  | Moto2                                 | Sergio García (Boscoscuro)            | Joe Roberts (Kalex)                   | Fermín Aldeguer (Boscoscuro)          | Arón Canet (Kalex)                    | Alonso López (Boscoscuro)             |
| 11      | 2024 | Austin  | MotoGP                                | Maverick Viñales (Aprilia)            | Pedro Acosta (KTM)                    | Enea Bastianini (Ducati)              | Maverick Viñales (Aprilia)            | Maverick Viñales (Aprilia)            |
| 12      | 2025 | Austin  | Moto3                                 | José Antonio Rueda (KTM)              | Joel Kelso (KTM)                      | Matteo Bertelle (KTM)                 | David Muñoz (KTM)                     | Matteo Bertelle (KTM)                 |
| 12      | 2025 | Austin  | Moto2                                 | Jake Dixon (Boscoscuro)               | Tony Arbolino (Boscoscuro)            | Alonso López (Boscoscuro)             | Jake Dixon (Boscoscuro)               | Manuel González (Kalex)               |
| 12      | 2025 | Austin  | MotoGP                                | Francesco Bagnaia (Ducati)            | Álex Márquez (Ducati)                 | Fabio Di Giannantonio (Ducati)        | Marc Márquez (Ducati)                 | Marc Márquez (Ducati)                 |

Rekordsieger Fahrer: Marc Márquez (7)